# (21798) Mitchweegman
(21798) Mitchweegman ist ein Asteroid des inneren Hauptgürtels, der am 30. September 1999 an der Lincoln Laboratory Experimental Test Site (ETS) (IAU-Code 704) in Socorro, New Mexico im Rahmen des Projektes Lincoln Near Earth Asteroid Research (LINEAR) entdeckt wurde. Unbestätigte Sichtungen des Asteroiden hatte es schon am 23. Oktober 1979 (1979 UQ1) am chilenischen Observatorio Cerro El Roble gegeben sowie 1998 (1998 HA105) beim Lincoln Near Earth Asteroid Research.
(21798) Mitchweegman wurde am 22. August 2005 nach Mitch Weegman (* 1988) benannt, einem Schüler der Winona Senior High School aus Winona, Minnesota, dafür, dass er bei der Intel International Science and Engineering Fair 2005, einem voruniversitären Forschungswettbewerb, in der Kategorie Environmental Sciences Team Project (Gruppenprojekt in den Umweltwissenschaften) mit seinem Zwillingsbruder Matt den zweiten Preis erhalten hatte. Sein Projekt hatte den Titel A Nutritional Comparison of Historic Lesser Scaup Foods to the Zebra Mussel (Ein Nährwertvergleich zwischen der traditionellen Nahrung der Kanadabergente und der Wandermuschel). Nach den Gesamtsiegern in der Teamkategorie 2005 wurden die Asteroiden (21633) Hsingpenyuan und (21634) Huangweikang benannt.